# Sarah Bouyain
 (octobre 2009).
Si vous disposez d'ouvrages ou d'articles de référence ou si vous connaissez des sites web de qualité traitant du thème abordé ici, merci de compléter l'article en donnant les références utiles à sa vérifiabilité et en les liant à la section « Notes et références ».
Sarah Bouyain est une écrivaine et réalisatrice de films documentaires franco-burkinabé née en 1968.
Après des études de mathématiques, elle est entrée à l'école de cinéma Louis, puis elle travaille en tant que cadreuse,.

## Filmographie
- 1997 : Niararaye
- 2000 : Les Enfants du Blanc
- 2010 : Notre étrangère

## Publication
- Métisse façon, 2003.